# وشم‌گون‌ها
وشم‌گون‌ها (نام علمی: Tinamotis) نام یک سرده از زیرخانواده وشم‌های بیابانی است.